# 阿沃尔赛姆
阿沃尔赛姆（法語：Avolsheim，法語發音：[avɔlsaim]）是法国下莱茵省的一个市镇，属于莫尔塞姆区。

## 地理
阿沃尔赛姆（48°33'41"N, 7°30'4"E）面积1.83 平方千米，位于法国大東部大區下莱茵省，该省份为法国大陆部分最东部的省份，是阿尔萨斯的一部分，今与上莱茵省组成了阿尔萨斯欧洲集体，其南至上莱茵省，西南接孚日省和默尔特-摩泽尔省，西接摩泽尔省，北与德国接壤。
与阿沃尔赛姆接壤的市镇（或旧市镇、城区）包括：苏尔茨莱班、莫尔塞姆、沃尔克赛姆。
阿沃尔赛姆的时区为UTC+01:00、UTC+02:00（夏令时）。

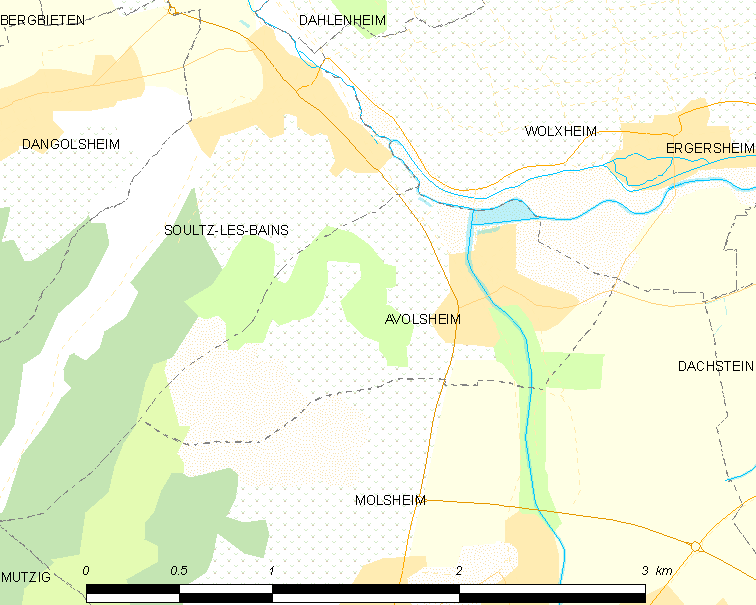
阿沃尔赛姆的OSM定位图

## 行政
阿沃尔赛姆的邮政编码为67120，INSEE市镇编码为67016。

## 政治
阿沃尔赛姆所属的省级选区为莫尔塞姆县。

## 人口

1962-2008年间阿沃尔赛姆人口变化图示

阿沃尔赛姆于2022年1月1日时的人口数量为766人。